# Kościół i klasztor pw. św. Jana z Dukli w Dukli
Klasztor oo. Bernardynów w Dukli powstał w 1741 r. Fundatorem był właściciel miasta Józef Wandalin Mniszech. Klasztor i kościół są głównym miejscem kultu św. Jana z Dukli, świątobliwego zakonnika bernardyńskiej prowincji z XV w. Po II wojnie światowej zostały tu przewiezione ze Lwowa główne relikwie Świętego. Od 2009 r. kościół cieszy się statusem sanktuarium na prawach diecezjalnych.

## Historia
Po beatyfikacji św. Jana z Dukli (rok 1733) zarząd prowincji ruskiej bernardynów powziął myśl, by założyć klasztor w rodzinnej miejscowości błogosławionego. Do projektu przychylił się ówczesny właściciel Dukli, Józef Wandalin Mniszech, wsparcie finansowe obiecał również Józef Bukowski, chorąży sanocki. W 1741 r. zarząd prowincji przyjął fundację. W krótkim czasie powstał drewniany kościółek bł. Jana z Dukli, wraz z klasztorem, poświęcony zaledwie rok później. W latach 1761–1764 trwała budowa murowanego kościoła i klasztoru, który ufundował Jerzy August Mniszech, syn Józefa. Prace wykończeniowe (wieże, dzwony, ołtarze) zostały zakończone ostatecznie w 1777 r. Do nowo powstałego kościoła sprowadzono w 1743 r. ze Lwowa relikwie bł. Jana.
W 1835 r. pożar spowodował potężne spustoszenie w klasztorze i w kościele. Odbudowa trwała długo. Dopiero na przełomie XIX i XX w. doprowadzono kościół do okazałego wyglądu. Wtedy też powstała polichromia w nawie głównej, przedstawiająca życie i kult Patrona kościoła, autorstwa Tadeusza Popiela. Przez kilka lat w dukielskim zakonie przebywał o. Berard Bulsiewicz – powstaniec i kaznodzieja.
Dukielski klasztor stał się centralnym miejscem kultu św. Jana po tym, jak trumna z relikwiami świętego została sprowadzona w 1946 r. ze Lwowa do Rzeszowa, a następnie, w 1974 r. do Dukli. Została ona umieszczona w specjalnie przygotowanej kaplicy.
W dniach 9-10 czerwca 1997 r. ziemię dukielską nawiedził Jan Paweł II. 9 czerwca odwiedził sanktuarium, a następnego dnia podczas mszy św. w Krośnie dokonał aktu kanonizacji św. Jana z Dukli.

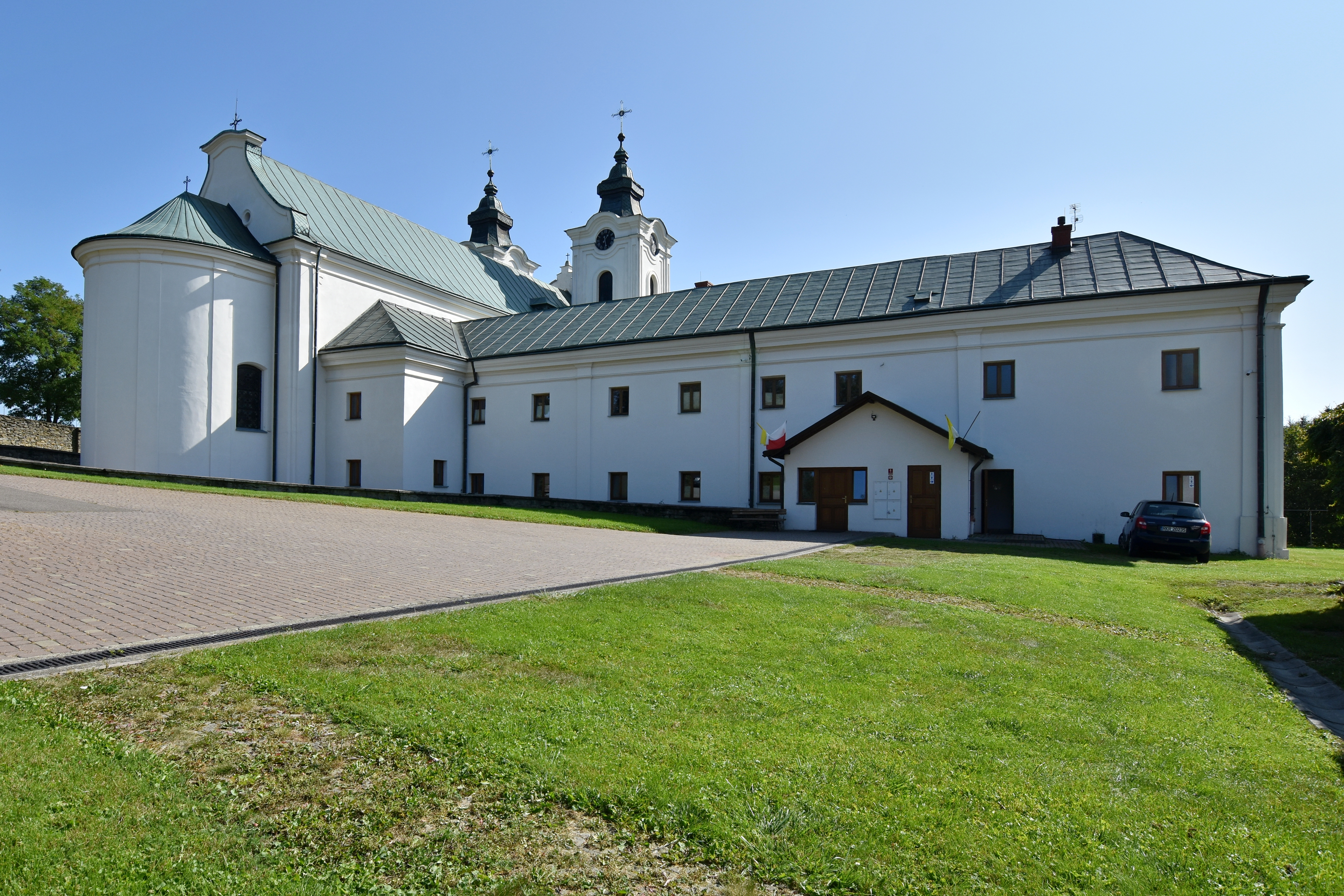
Elewacja północna
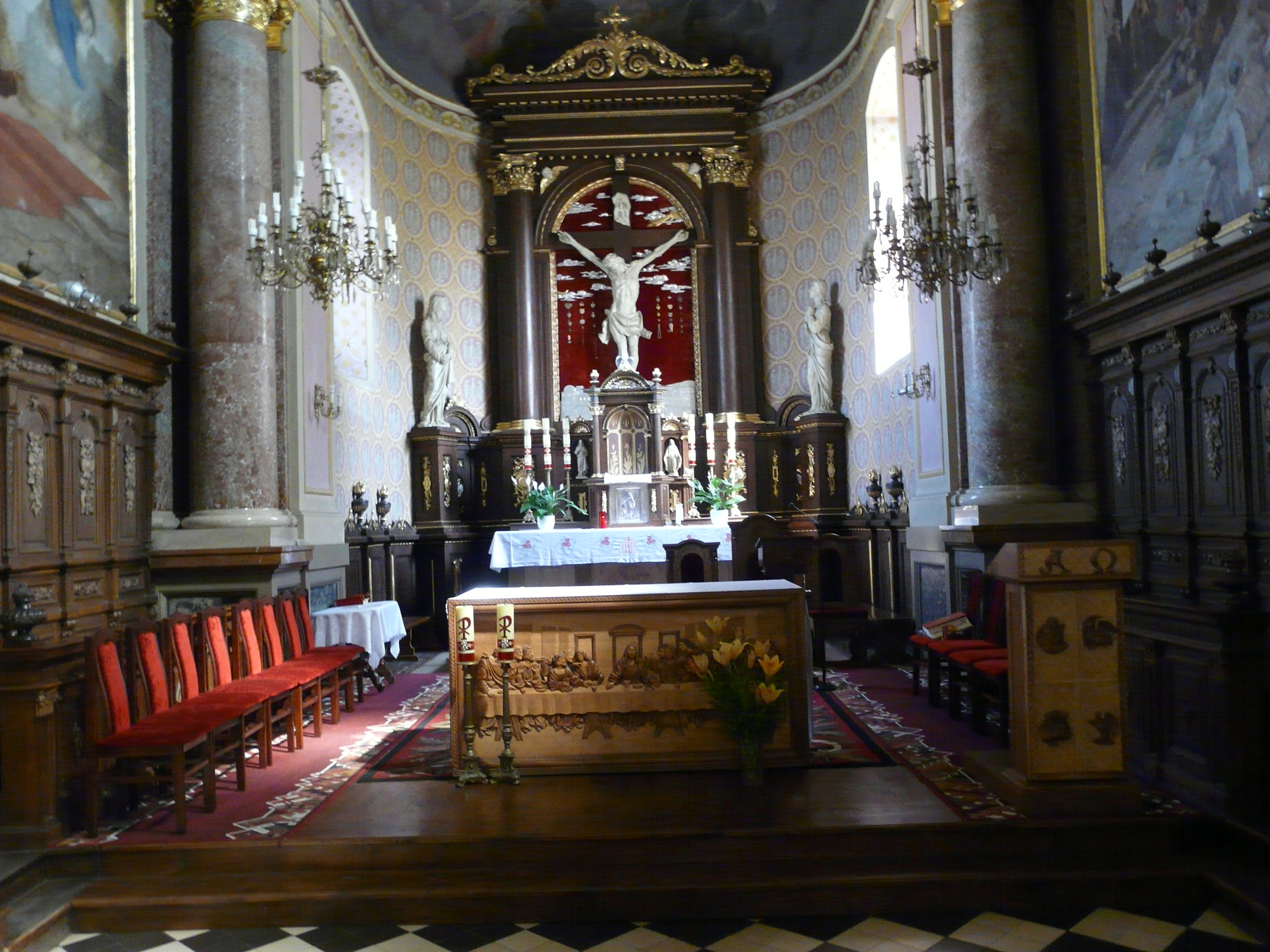
Wnętrze
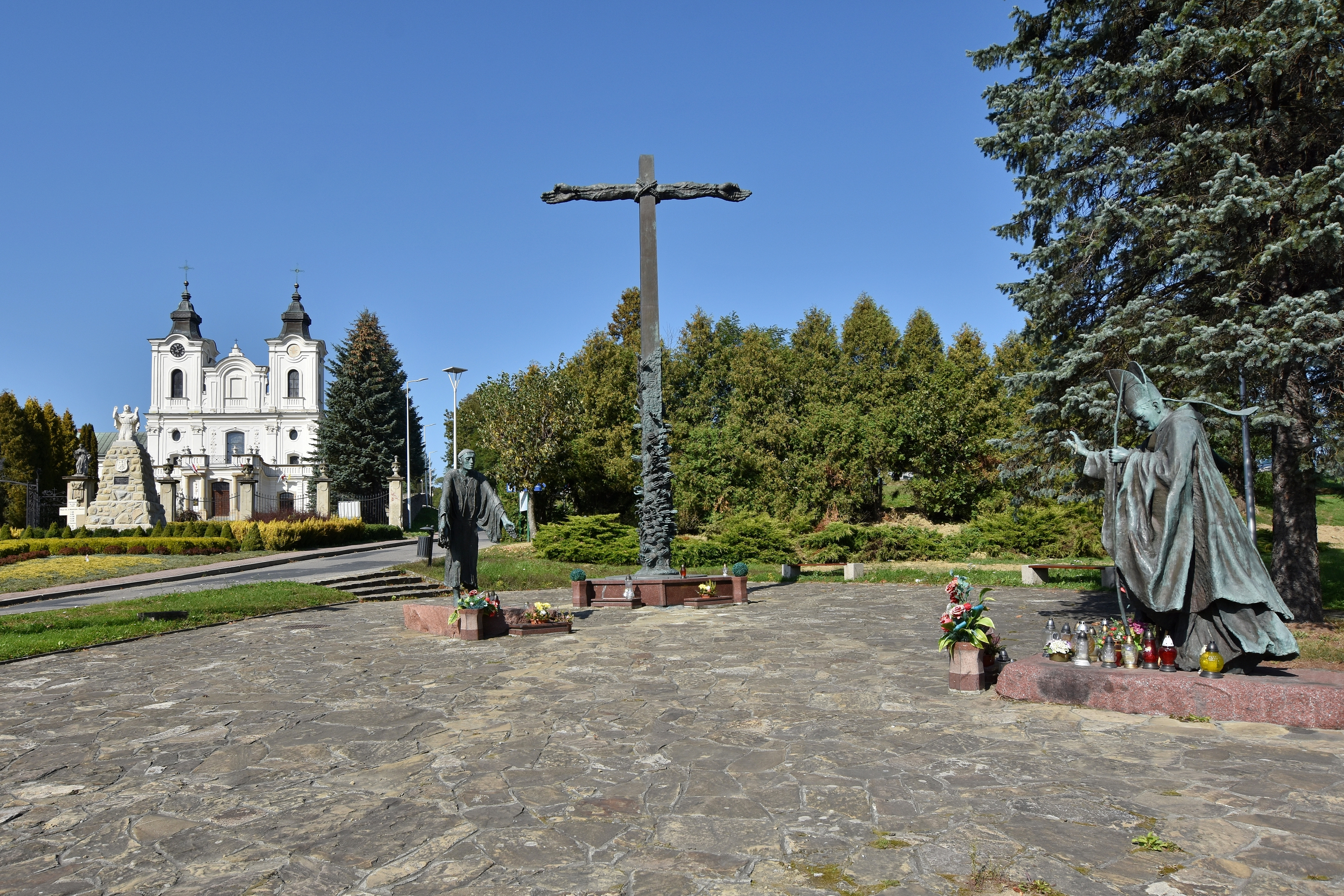
Pomnik Jana Pawła II

## Inne miejsca kultu św. Jana znajdujące się pod opieką klasztoru
Oprócz głównego kościoła i klasztoru powstał również w 1769 r. kościółek na górze Zaśpit, 8 km od Dukli. Zbudowany na miejscu, gdzie św. Jan miał swoją pustelnię w młodzieńczych latach, zwany jest do dziś potocznie kościołem „na puszczy”. W 1883 r. pożar strawił ten kościółek; odbudowano go jednak szybko, a wkrótce wzniesiono w tym miejscu inną, bardziej okazałą świątynię. Budowa przebiegała pod kierunkiem br. Kamila Żarnowieckiego, zakonnika-architekta. Poświęcenia dokonał bp Józef Sebastian Pelczar w 1906 r.
Należy tu wspomnieć o jeszcze jednym miejscu kultu św. Jana, mianowicie kapliczce pod górą Cergową, gdzie znajduje się źródełko („Złota Studzienka”), z którego wierni czerpią wodę, przypisując jej właściwości lecznicze. Jest to miejsce związane również z pustelniczym okresem życia św. Jana z Dukli.

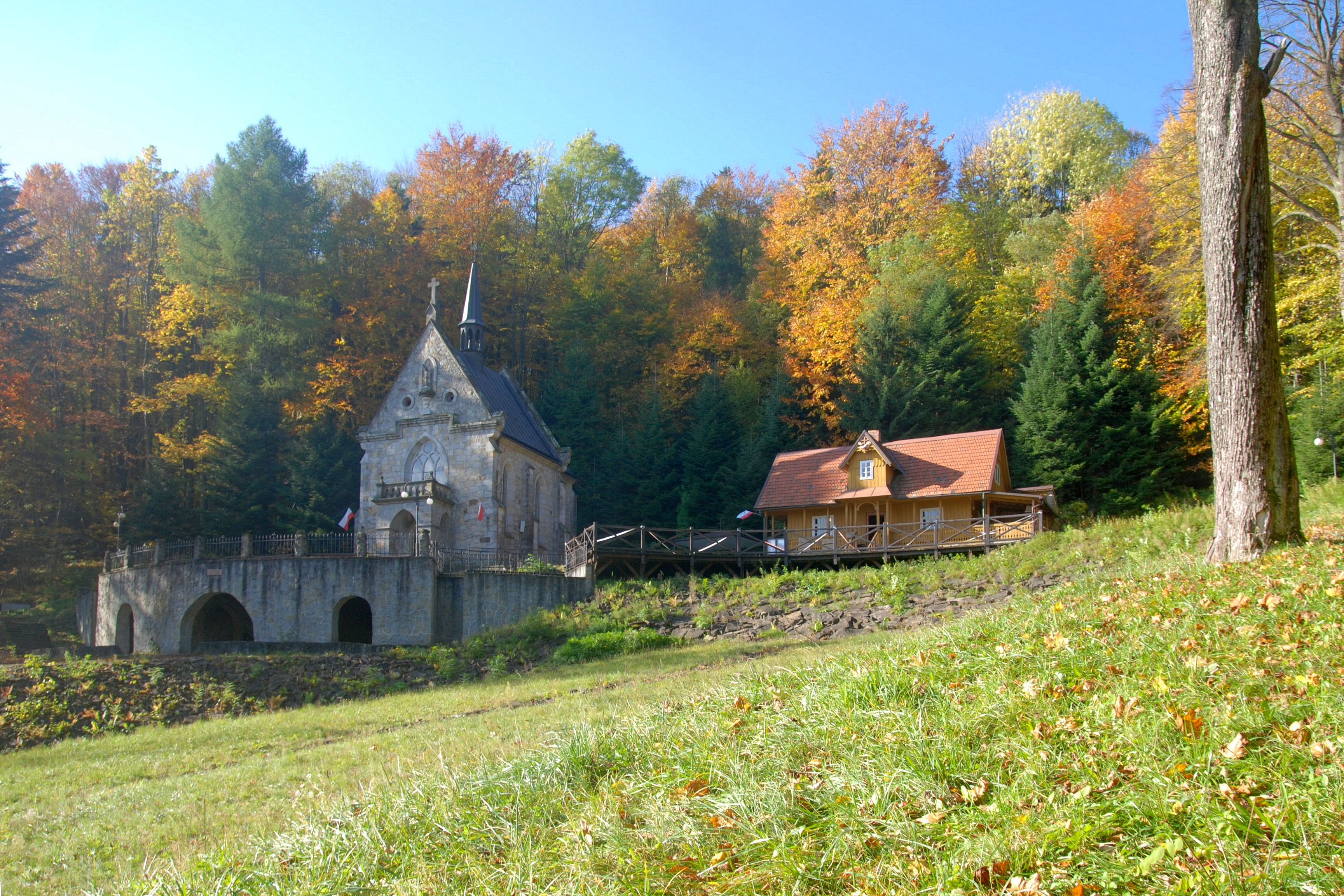
Kaplica św. Jana z Dukli
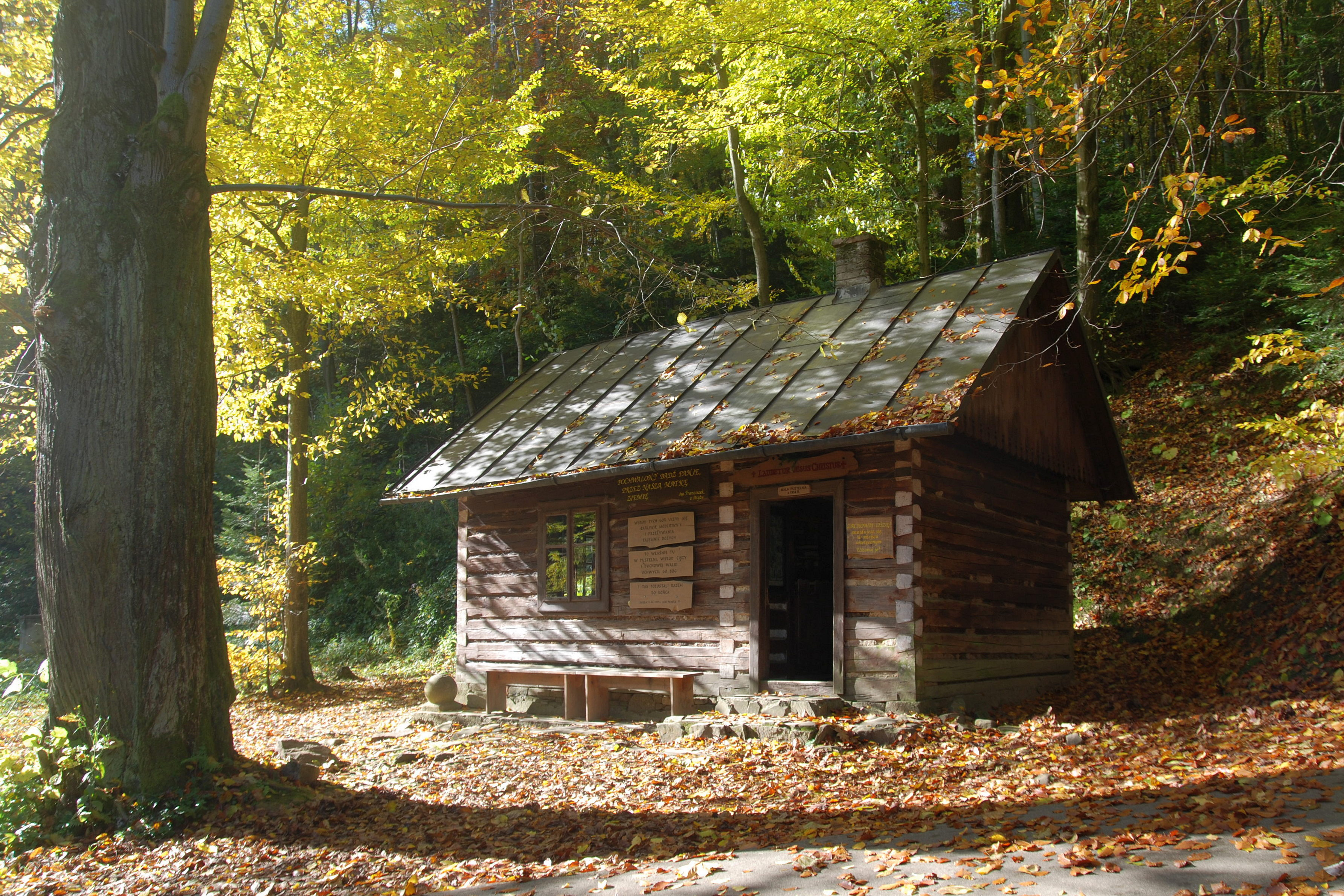
Dom pustelnika
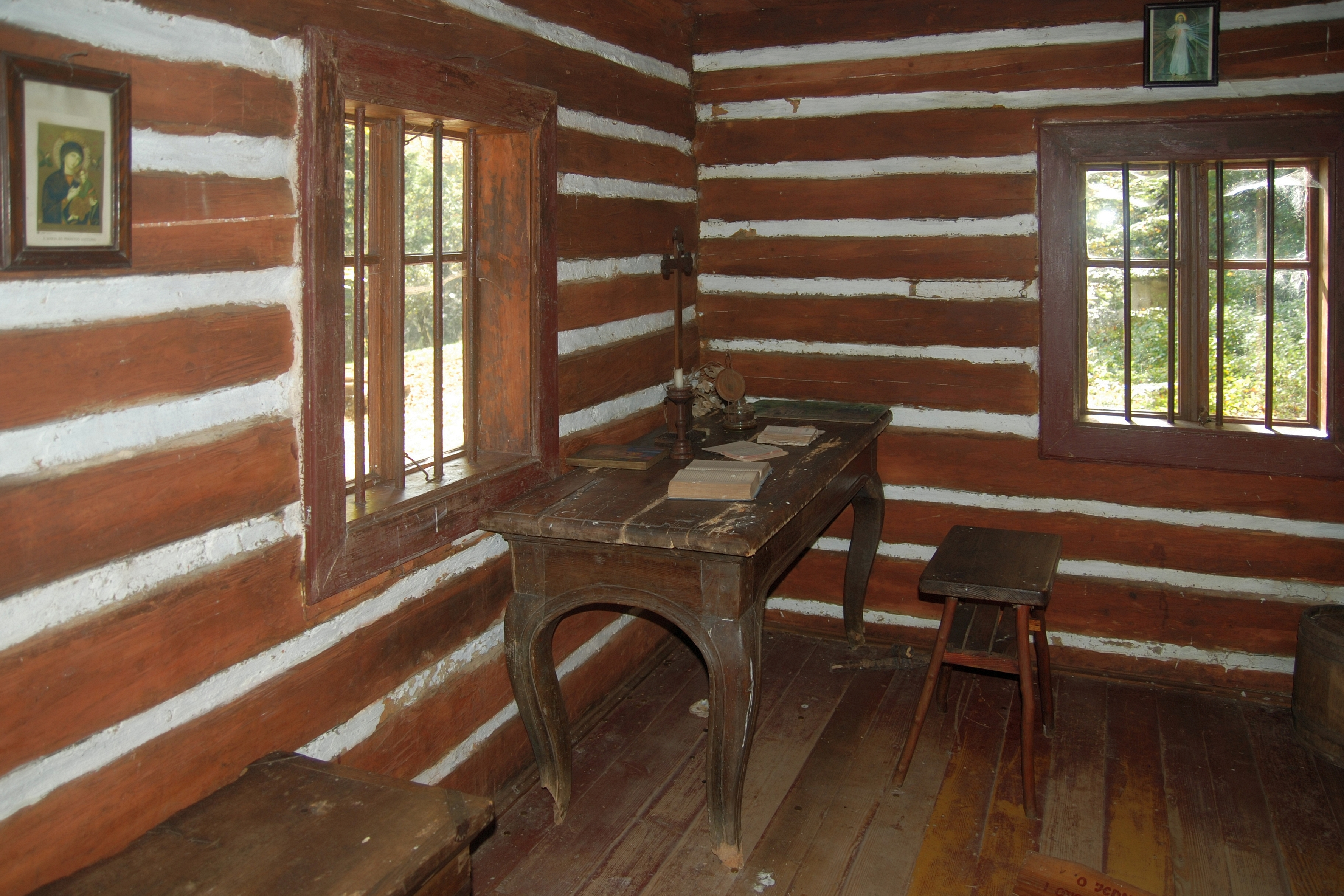
Wnętrze domu pustelnika

## Parafie
Od 1969 r. trwa zlecona przez bpa Tokarczuka praca dukielskich bernardynów w parafii Chrystusa Króla w Trzcianie ze świątyniami w Trzcianie i w Zawadce Rymanowskiej. Są to cerkwie greckokatolickie, zamienione na rzymskokatolickie świątynie. Prócz tego w Zawadce istnieje dom rekolekcyjny.
Przy samym klasztorze parafia została erygowana w 1984 r. Liczy sobie ok. 1700 wiernych.

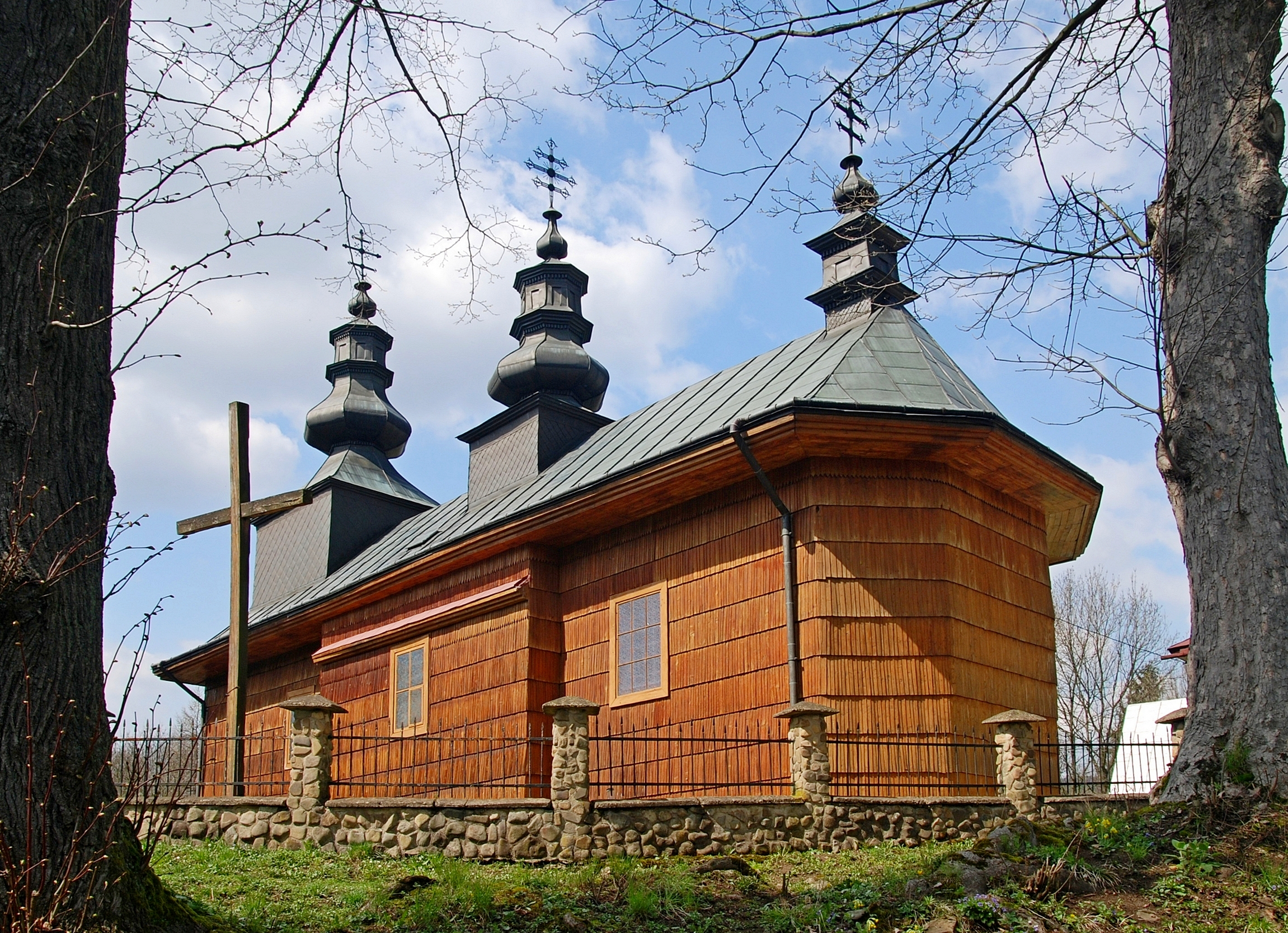
Cerkiew w Zawadce Rymanowskiej
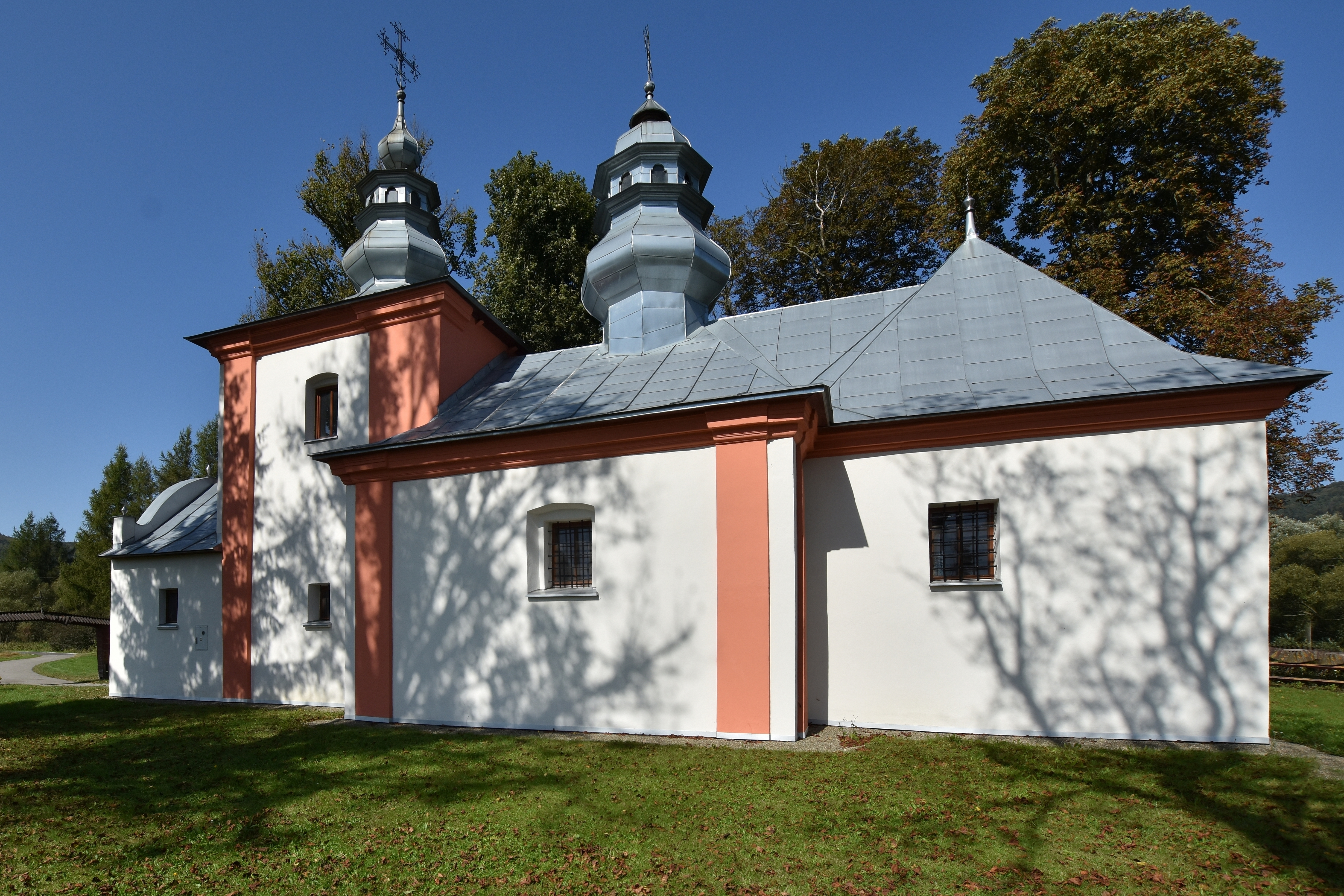
Cerkiew w Trzcianie
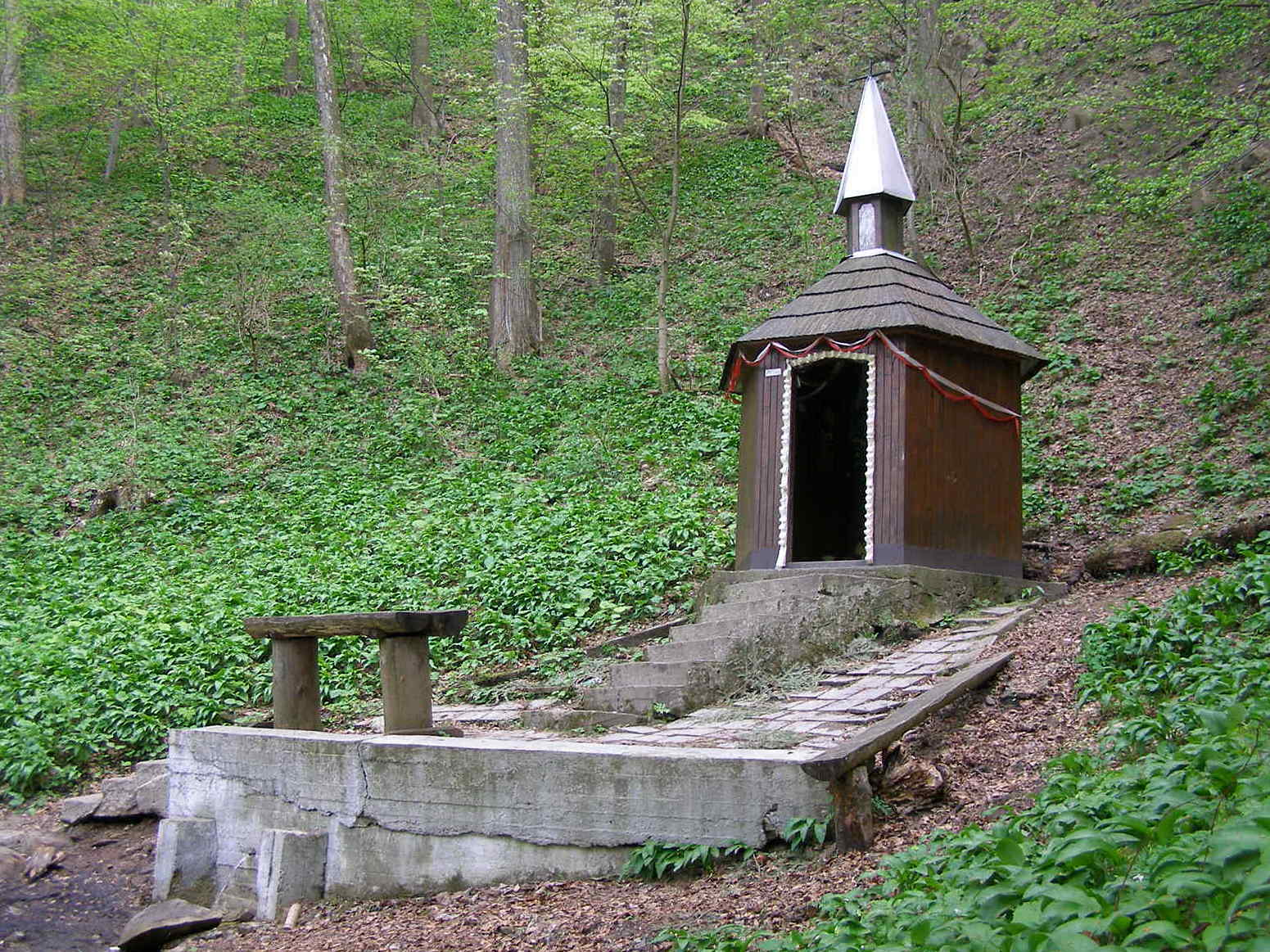
Kapliczka i źródło na Cergowej